# Kajal
Kajal (em húngaro: Nemeskajal) é um município da Eslováquia, situado no distrito de Galanta, na região de Trnava. Tem 13,82 km² de área e sua população em 2018 foi estimada em 1.516 habitantes.

## Demografia
| Ano:        | 1994 | 2004   | 2014   | 2024   |
| ----------- | ---- | ------ | ------ | ------ |
| Broj ljudi: | 1321 | 1451   | 1543   | 1549   |
| Razlika:    |      | +9,84% | +6,34% | +0,38% |

| Ano:               | 2023 | 2024   |
| ------------------ | ---- | ------ |
| Número de pessoas: | 1561 | 1549   |
| Diferença:         |      | -0,76% |